# Kalat-i-Ghilzai
Kalat-i-Ghilzai o simplement Kalat o Qalat (paixtu قلات) és una ciutat del sud de l'Afganistan, capital de la província de Zabul, situada a 30° 07′ N, 66° 55′ E / 30.117°N,66.917°E a la riba del riu Tarnak. El 2006 es va construir un aeroport a la seva rodalia. Noms alternatius són Qalāt i Qalat-i-Ghilzai. Prop de la ciutat hi ha una cova de 730 metres de profunditat utilitzada amb finalitats religioses, anomenada Ghar Bolan Baba.
Anteriorment fou part de la província de Kandahar. La fortalesa local fou ocupada el 1842 per una guarnició de sipais manada pel capità Craigie que va poder refusar un atac afganès en un nombre molt superior als seus homes. En el seu honor el 12è regiment de Pioners encarta porta el nom de "The Kelat-i-Ghilzai Regiment" i disposa d'una bandera especial amb la paraula "Invicta". Altre cop els britànics van dominar la fortalesa el 1879-1880.